# Leskovik (okręg niszawski)
Leskovik (cyr. Лесковик) – wieś w Serbii, w okręgu niszawskim, w mieście Nisz. W 2011 roku liczyła 1030 mieszkańców.